# هبة زهرة
هبة زهرة،  ممثلة سورية.

## أعمالها

### من أعمال السينما
| سنة الإنتاج | الفيلم    | بمشاركة                                          | إخراج        |
| ----------- | --------- | ------------------------------------------------ | ------------ |
| 2016        | درب السما | صفاء سلطان، أيمن زيدان، محمد الأحمد، جابر جوخدار | جود سعيد     |
| 2017        | بترا      | لجين إسماعيل، سارة بركة                          | حسام شراباتي |

### من أعمال التلفزيون
| سنة الإنتاج | المسلسل            | اسم الشخصية | بمشاركة | إخراج             |
| ----------- | ------------------ | ----------- | --- | ----------------- |
| 2018        | روزنا              | رزان        | بسام كوسا، ندين تحسين بيك، عامر علي، جيانا عيد، ميلاد يوسف                                                      | عارف الطويل       |
| 2018        | وحدن               | كاترين      | نادين الخوري، مرح جبر، لجين إسماعيل، سليم صبري، أمانة والي، سحر فوزي                                            | نجدت أنزور        |
| 2018        | المهلب بن أبي صفرة | هند         | معتصم النهار، ديمة قندلفت، منذر رياحنة                                                                          | محمد لطفي         |
| 2019        | عندما تشيخ الذئاب  | حليمة       | سلوم حداد، هيا مرعشلي، سمر سامي، محمد حداقي، أيمن رضا                                                           | عامر فهد          |
| 2019        | أثر الفراشة        | راما        | عبد الهادي الصباغ، نورا رحال، سمر سامي، بيير داغر، محمد قنوع                                                    | زهير قنوع         |
| 2020        | حارس الجبل         | نعمة        | صبا مبارك، عبد المحسن النمر، منذر رياحنة، خالد القيش، إياد نصار                                                 | سائد الهواري      |
| 2021        | بعد عدة سنوات      | نور         | ديمة قندلفت، ميلاد يوسف، سعد مينه، محمد حداقي، علي كريم                                                         | عبد الغني بلاط    |
| 2021        | ضيوف على الحب      | سيرين       | شكران مرتجى، فادي صبيح، جيني اسبر، نظلي الرواس، جرجس جبارة                                                      | فهد ميري          |
| 2022        | الضفدع             | سوسي        | امل عرفة، محمد حداقي، وفاء موصللي، جوان خضر، حازم زيدان، جيني إسبر، عامر علي، باسل حيدر                         | يزن ابو حمده      |
| 2022        | أولاد البلد        | أمينة       | باسم ياخور، نضال نجم، سلوم حداد، حسام تحسين بك، نادين تحسين بك، فادي صبيح، نظلي الرواس، امارات رزق، عباس النوري | احمد ابراهيم احمد |

## وصلات خارجية
- صفحة هبة زهرة في السينما.كوم